# نجيب فضل الله

## نسبه
هو السيد نجيب بن السيِّد محي الدِّين بن نصر الله بن محمَّد بن عليّ بن يوسف بن محمَّد بن فضل الله ابن الشّريف حسن ابن السيِّد جمال يوسف بن الحسن بن محمَّد بن عيسى بن فاضل بن يحيى بن جوبان بن دياب بن عبد الله بن موسى بن عبد الله بن الحسن المثنى ابن الإمام الحسن بن عليّ بن أبي طالب ـ من أسرة آل فضل الله ـ المعروفة بالعلم والأدب.

## نشأته ودراسته
ولد السيد نجيب عام 1864 ميلادي في بلدة عيناثا وتربى في اسرة ملتمزمة ومؤمنة.
بدأ مسيرته العلمية في سن مبكر في مسقط رأسه فأخذ مبادئ النحو، وبعدها انتقل إلى مدرسة حنوية، فدرس على محمد علي عز الدين، وقرأ عليه المقدمات والأصول والفقه.
التحق بمدرسة الشيخ موسى شرارة بعد تأسيسها في بنت جبيل حيث درس بقية الأصول والفقه، بعدها أصبح مدرسا لمختلف العلوم الإسلامية.
هاجر بعدها إلى النجف وأكمل دراسته الحوزوية هناك لمدة تسع سنوات. وتتلمذ على يد العلماء الأعلام فأجازه الجميع، واستقل بالتدريس فكانت له حلقة كبيرة. ومن أبرز اساتذته:
- أغا رضا الهمداني
- ومحمد طه نجف،
- محمد الشربياني

في عام 1894 ميلاي. أسس مدرسة عيناثا الدينية الحديثة، عقب عودته من النجف بين سنتي 1894 و1897، وقد شاركه بالتدريس فيها الشيخان علي شرارة وموسى مغنية، وقد أفل نجمها بوفاة مؤسسها سنة 1336هـ (1917م). وكانت طرق ومناهج التدريس المتبعة في هذه المدرسة مشابهة لمناهج التعليم الديني الأخرى المتبعة في مدارس جبل عامل وهي تتضمن "حفظ وقراءة القرآن وتعلم الكتابة، وعلم النحو والصرف والإعراب والبلاغة والبيان والبديع والفقه والشرائع والكلام والتفسير والحساب وفن الأدب"، وغيرها من العلوم التي كانت تسمح لطلابها بمتابعة المرحلة الثانية من دراستهم في جامعة النجف.
أبرز تلامذة مدرسة عيناثا الدينية:
- السيد محسن الأمين
- الشاعر محمد الأمين
- السيد محمد حسن الأمين
- الشيخ محمد دبوق
- الشيخ يوسف الفقيه الحاريصي
- الشيخ عبد الأمير شرارة
- الشيخ أحمد توبة
- الشيخ عباس مراد
- الشيخ عبد الرضا شبلي
- الشيخ علي شرارة
- الشيخ عبد الرضا الحانيني
- الشيخ محمود مغنية
- السيد عبد الحسن فضل الله
- السيد عبد الحسين فضل الله
- السيد عبد اللطيف فضل الله
- السيد محمد حيدر الحسيني
- السيد محمد حسن فضل الله
- السيد صدر الدين فضل الله
- السيد محمد سعيد فضل الله
- السيد عبد الرسول إبراهيم

لعبت المدارس الدينية التي ظهرت في أواخر القرن التاسع عشر دوراً هاماً في مواجهة الولاءات الاستعمارية الثفافية في جبل عامل، في فترة حرجة ظهر فيها "اختلاف الولاءات الثقافية والسياسية لكل طائفة"، وذلك بتأمينها "حداً من الثقافة الإسلامية التقليدية، الرافضة لاحقاً لمشاريع الغرب التجزيئية.
وبالإضافة إلى العلوم الدينية لمع اسمه كواحد من أبرز الشعراء في بلدة عيناثا وقد نظم العديد من القصائد الشعرية.

## وفاته
توفي عام 1918 ميلادي ودفن في بلدته عيناثا.

## ضريحه
بعد وفاة إبنه عبد اللطيف الذي كان يمثل عالم بلدة عيناثا في اواخر التسعينات. تم دفنه بالقرب من والده السيد نجيب.
ونظرا لرمزية الشخصين في عام 2014 ميلاي تم بناء قبة فوق القبرين.

القبة المبنية فوق قبر السيد نجيب

## مؤلفاته
له عدة مؤلفات منها ما نشر ومنها ما لم ينشر وأبرزها:
- قصائد نشرت في كتاب: شعراء الغري، وله ديوان مخطوط أشارت إليه مصادر دراسته.
- شرح مبسط على شرائع الإسلام